# Gleed (település)
Gleed az Amerikai Egyesült Államok északnyugati részén, Washington állam Yakima megyéjében elhelyezkedő statisztikai település. A 2010. évi népszámlálási adatok alapján 2906 lakosa van.
A település iskoláját a 2015–16-os tanév végén bezárták, helyette Nachesben nyílt egy intézmény.

## Népesség
A település népességének változása:
| Lakosok száma | 2947 | 2906 | 2873 |
|               | 2000 | 2010 | 2020 |

## Fordítás
Ez a szócikk részben vagy egészben  a   Gleed, Washington című angol Wikipédia-szócikk ezen változatának fordításán alapul.  Az eredeti cikk szerkesztőit annak laptörténete sorolja fel. Ez a jelzés csupán a megfogalmazás eredetét és a szerzői jogokat jelzi, nem szolgál a cikkben szereplő információk forrásmegjelöléseként.